# اچ‌ام‌اس اچ۲۵
اچ‌ام‌اس اچ۲۵ (به انگلیسی: HMS H25) یک زیردریایی بود که طول آن ۱۷۱ فوت ۰ اینچ (۵۲٫۱۲ متر) بود. این زیردریایی در سال ۱۹۱۸ ساخته شد.